# Catalina (barque)
Pour les articles homonymes, voir Catalina.
La Catalina est une barque corse de 1972, gréée en voile latine. Basée à Cagnes-sur-Mer, elle navigue depuis 2006 avec l’association Aventure Pluriel.

## Historique

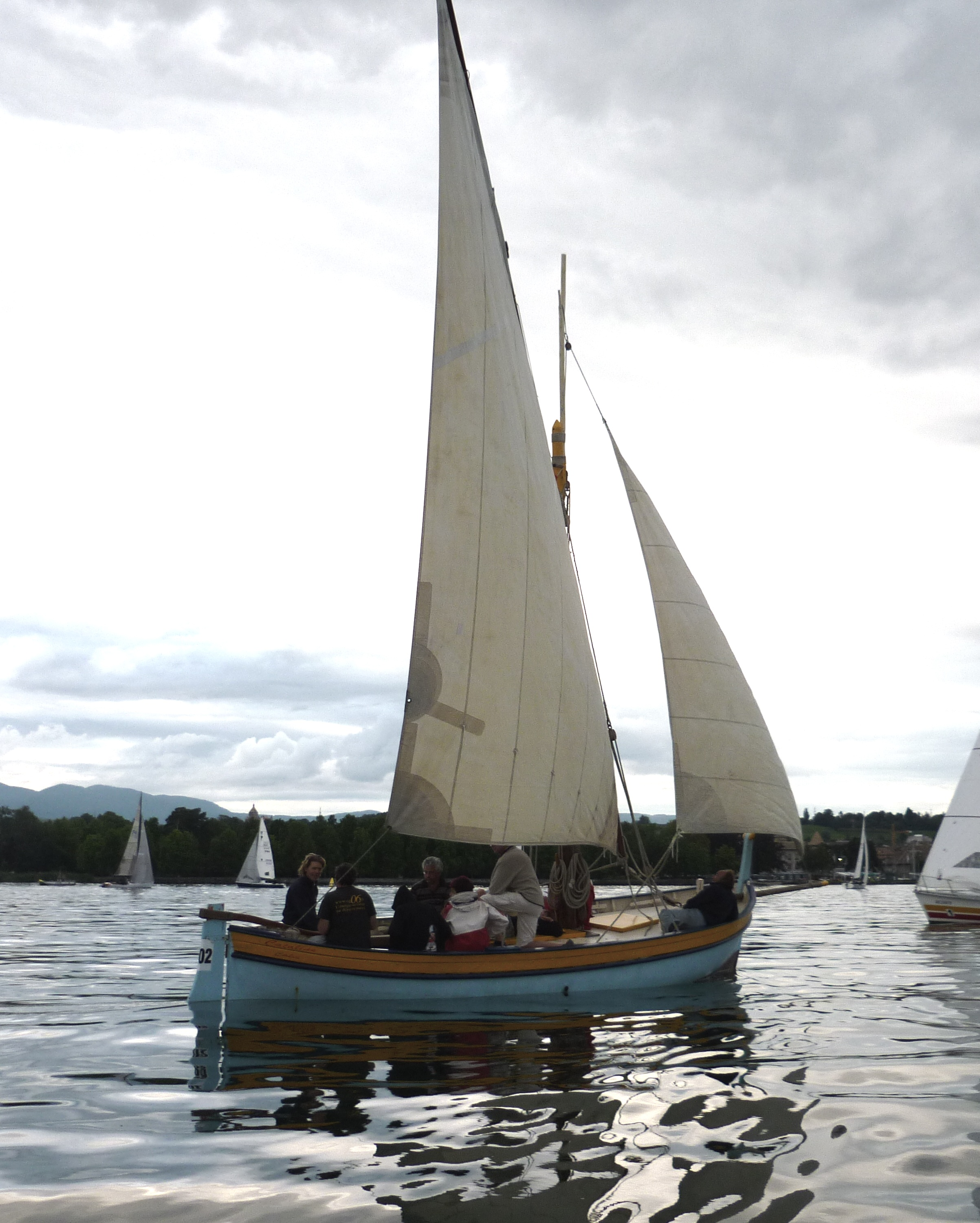
La Catalina sur le lac Léman.

La Catalina est une barque construite en 1972 par le chantier naval Ausilia Frères à Calvi, à la demande de Titin Gabrielli, pêcheur qui la destine à la pêche à la langouste. Elle a cessé son activité en novembre 2000.
Cette barque témoigne de l’existence de constructions navales locales en Corse jusque dans les années 1980, ainsi que de l’importance de la pêche dans l’histoire locale.
Le Club nautique de Calvi l’a rachetée dans le cadre d’une formation à la construction navale traditionnelle organisée d’octobre 2000 à juin 2001 et l’a gréée en voile latine.
Elle a été restaurée en 2006 lors de son acquisition par l’association Aventure Pluriel de Cagnes-sur-Mer  avec le concours du Conseil général des Alpes-Maritimes qui l’utilisa pour les activités « Handivoile » d’accueil de handicapés sur des voiliers.
La restauration de la Catalina a permis de réaliser des stages de découverte et de perfectionnement à la voile latine. Elle peut accueillir tous les publics (handicapés, troisième âge, scolaires…).

## La barque
La Catalina est une barque pontée de 10 m sur 2,90 m avec un tirant d'eau de 0,70 m.
Elle est gréée de deux voiles latines : « mestre » de 36 m2 sur une grande « antenne » et « polacre » de 14 m2. S’y ajoutent une « voile de flèche » et un « trinquet ».
Elle dispose aussi d’un moteur Diesel Nanni de 50 ch.
Deux couchettes spartiates ont été aménagées dans la cale avant du bateau.

## Navigations lointaines

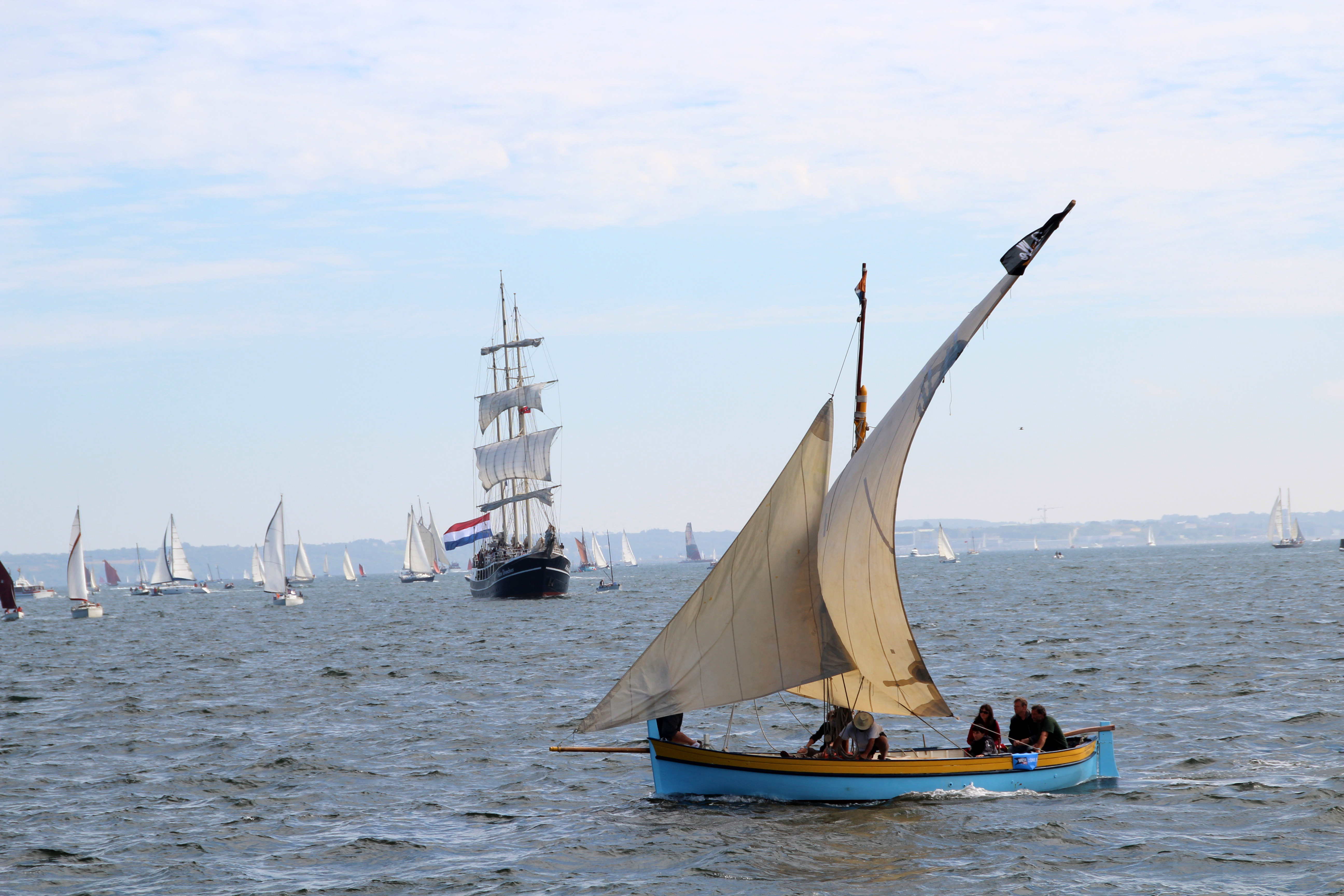
La Catalina à Brest 2012.

Outre ses navigations locales ou dans le cadre de « Handivoile », la Catalina a participé depuis 2006 à de nombreuses manifestations maritimes, le plus souvent dans le cadre des CaraMed.
Quelques exemples :
- les Voiles latines de Saint-Tropez : 2006 ;
- la semaine du Golfe du Morbihan : 2007 ;
- Fêtes maritimes de Brest : 2008 et 2012[4] ;
- Resquilhada de Villefranche-sur-Mer ;
- Mourrejade de l’Estaque, Marseille.

La Catalina avait retrouvé son port de construction lors de la CaraMed de 2010 en Corse.

## Bateau d’intérêt patrimonial
Depuis 2009, la Catalina bénéficie du label national de « Bateau d'intérêt patrimonial» (BIP), une certification de l'Association patrimoine maritime et fluvial.

## Galerie

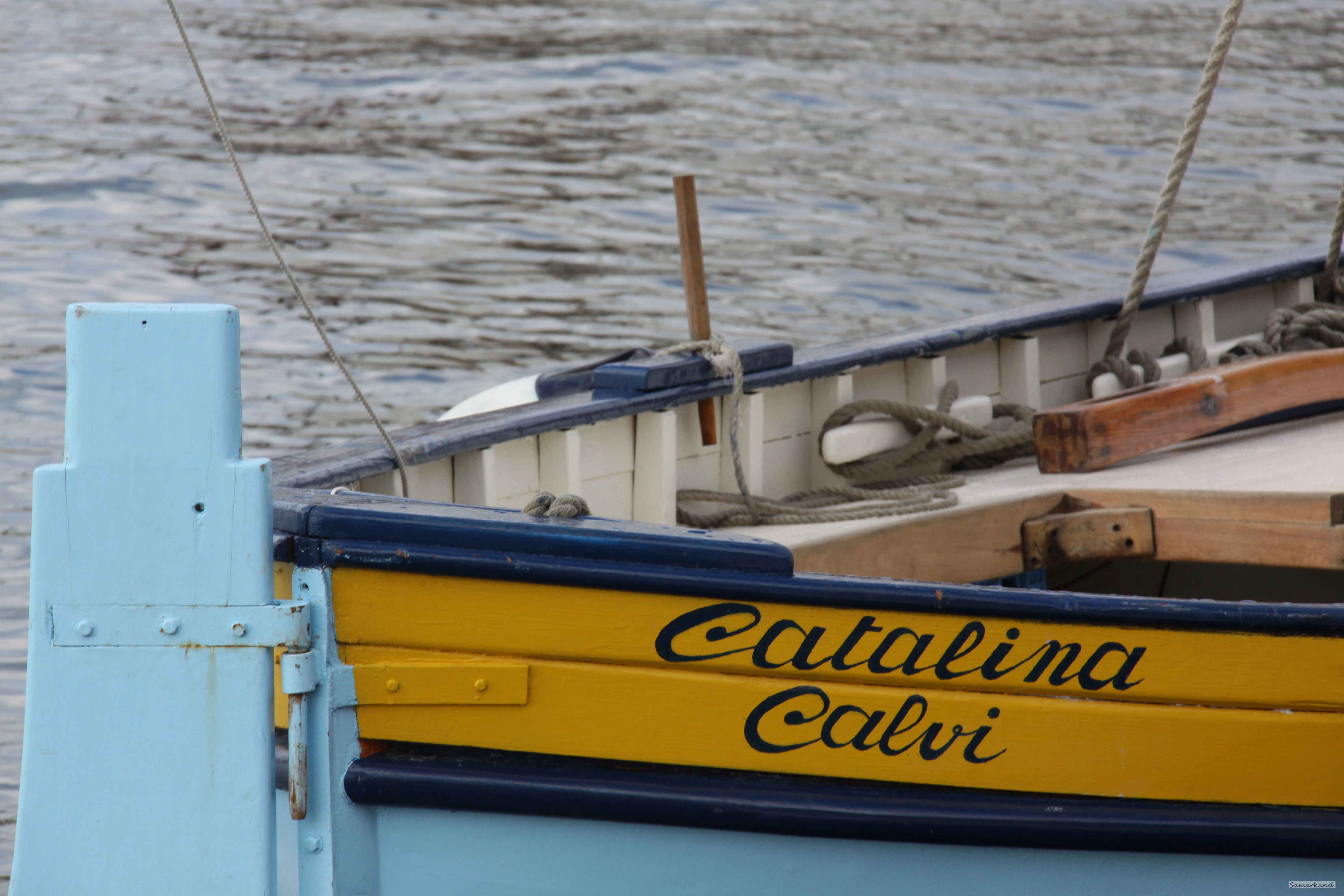
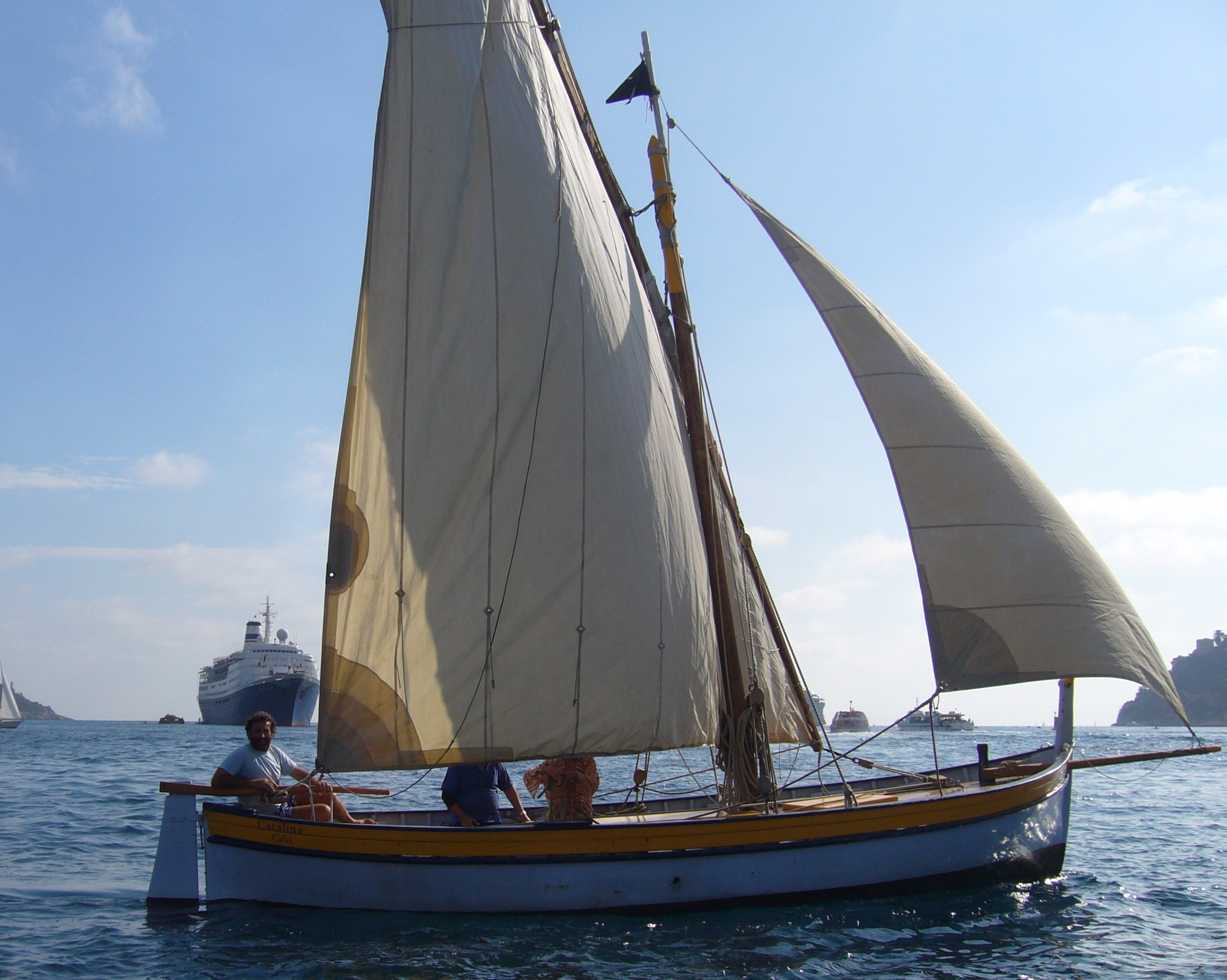
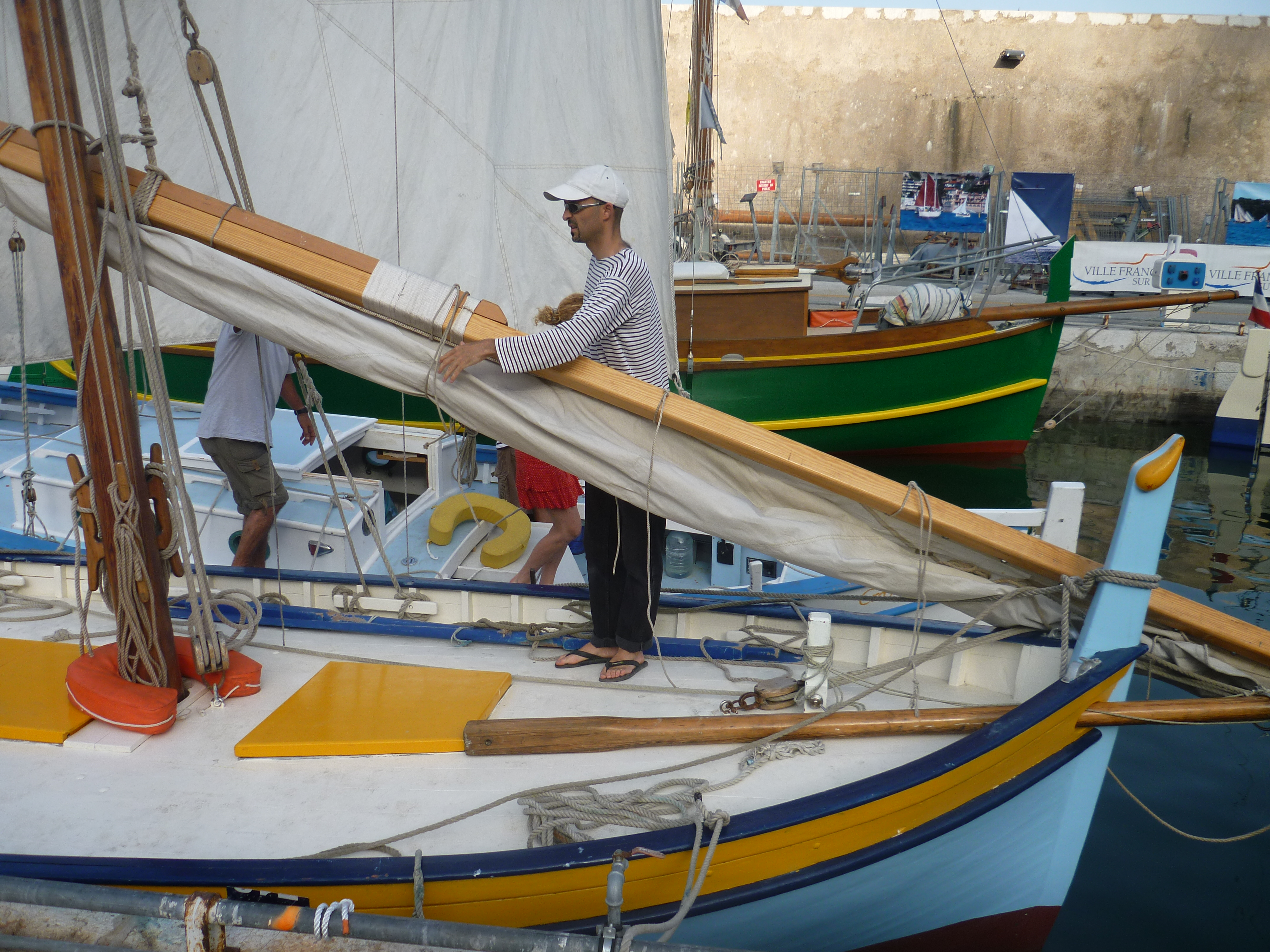
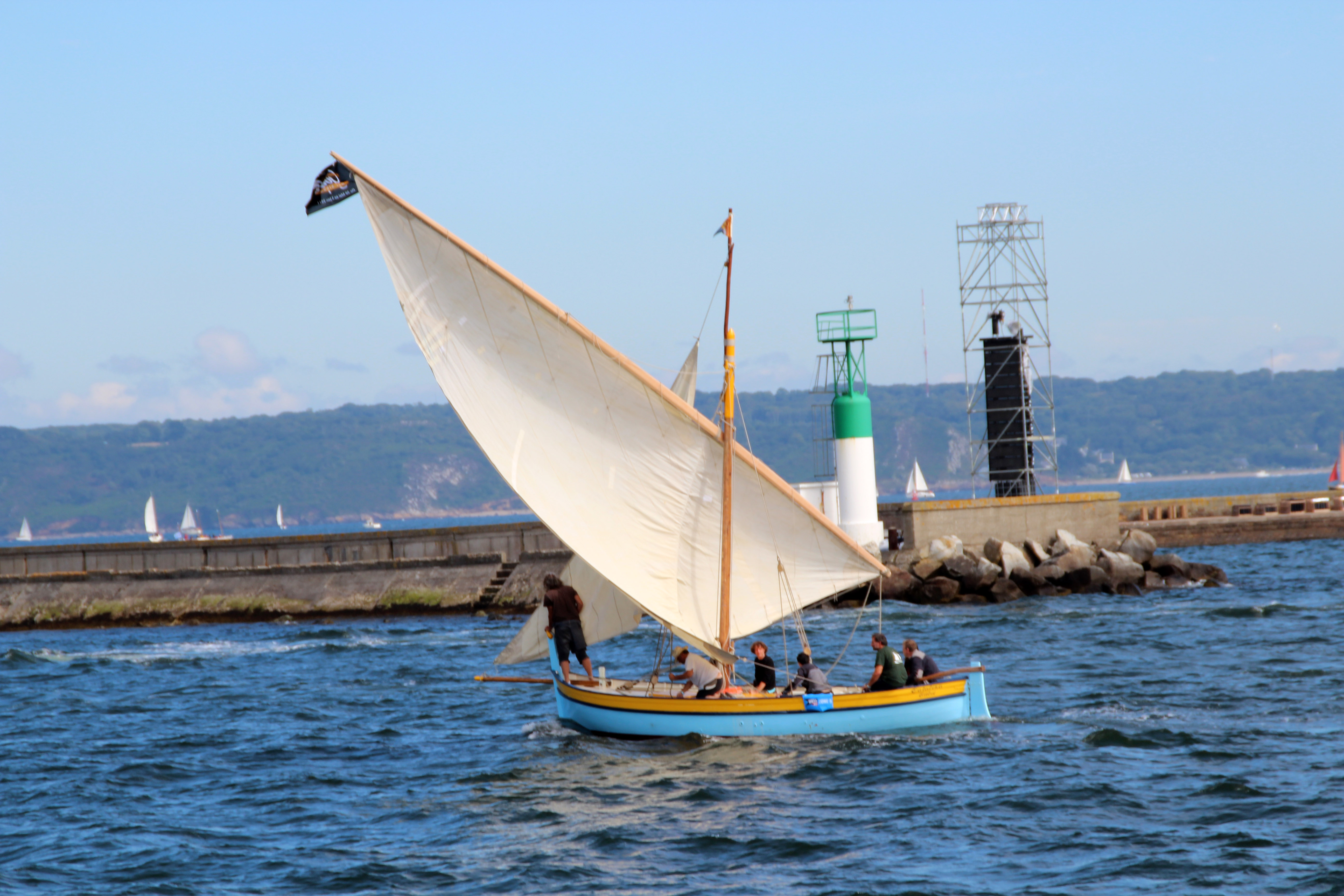